# Sam Bailey
Samantha Florence Bailey (ur. 29 czerwca 1977) – brytyjska piosenkarka.
Zwyciężczyni dziesiątej edycji programu X-Factor (2013). Z debiutanckim singlem „Skyscraper” zajęła pierwsze miejsce na UK Singles Chart Christmas. W marcu 2014 wydała debiutancki album pt. The Power of Love, z którym zadebiutowała na pierwszym miejscu UK Albums Chart. W 2016 została obsadzona jako Mamma Morton w brytyjskiej trasie musicalu Chicago.

## Dzieciństwo
Urodziła się w Bexley w Londynie. Jej rodzice to Ronnie (1950-2008) i Jackie Bailey. ma dwóch braci, Charlie i Danny ' ego. Ronnie zmarł z powodu raka jamy ustnej w 2008 roku.
Wychowała się w Sidcup, Londyn chodziła do Cleeve Park School i Bexley College. W trakcie programu X-Factor, pracowała jako naczelnik więzienia w więzieniu Hm Gartree, w pobliżu Market Harborough w Leicestershire. W wywiadzie dla Daybreak powiedziała, że następnego dnia po zwycięstwie odeszła z pracy w więzieniu.

## Kariera muzyczna
W 1996 założyła SKA Girls Next Door ze swoją przyjaciółką Julie Nanni. Nagrały piosenkę pod tytułem "To Late", która została wyprodukowana przez basistę Right Said Fred.
W 2013 wzięła udział w castingu do dziesiątej serii The X Factor i pomyślnie przeszła przez przesłuchania przed jurorami, jak również przez kolejne etapy eliminacyjne, docierając do finału. 14 grudnia zwyciężyła w odcinku finałowym, otrzymawszy ponad 1 mln głosów od telewidzów. W finale zaprezentowała własną interpretację utworu Demi Lovato "Skyscraper". W nagrodę za wygraną otrzymała propozycję podpisania kontraktu płytowego z wytwórnią Syco Music i możliwość zaśpiewania z Beyoncé na koncercie w ramach trasy The Mrs. Carter Show World Tour w Wielkiej Brytanii w lutym 2014. Po finale Gary Barlow powiedział, że chciałby pisać piosenki dla Bailey. Dzięki po finale The X Factor wytwórnia wydała cyfrowo jej debiutancki singiel „Skyscraper”, a dwa dni później  CD singiel z trzema piosenkami wykonanymi przez nią w The X Factor – "The Power of Love", "Make You Feel My Love" i "No More Tears (Enough Is Enough)". 22 grudnia utwór zadebiutował na szczycie listy singli w wielkiej Brytanii w sprzedaży 149,000 kopii w pierwszym tygodniu i stał się Świątecznym numerem jeden. W wywiadzie dla Official Charts Company Bailey zapowiedziała chęć wydania debiutanckiej płyty na wiosnę 2014 21 stycznia 2014 ujawniła tytuł albumu – The Power of Love. Dzień później pojawiła się na gali rozdania IXX National Television Awards, na której zaśpiewała "The Power of Love" oraz wystąpiła w duecie muzycznym z Michaelem Boltonem. 18 lutego 2014 premierowo wykonała singiel "Compass" w BBC Radio 2. 24 marca wydała album pt. The Power of Love. 30 marca płyta zadebiutowała jako numer jeden na UK Albums Chart. Album sprzedał się w 72,644 egzemplarzy w pierwszym tygodniu, co czyni go najszybciej sprzedającym się albumem w 2014 w Wielkiej Brytanii. W styczniu i lutym 2014 odbyła trasę promującą album, składającą się z 15 koncertów w Wielkiej Brytanii. W czerwcu ogłosiła, że podpisała kontrakt na wydanie swojej autobiografii pt. Daring to Dream. Został wydany w listopadzie. 1 grudnia wydała reedycję debiutanckiego albumu, wzbogaconą o pięć nowych utworów, w tym trzy świąteczne melodie "Silent Night", "Please Come Home for Christmas" i "O, Holy Night".
W lutym 2015 ogłosiła zakończenie współpracy z wytwórnią Syco Music. W 2016 została obsadzona jako Mamma Morton w brytyjskiej trasie musicalu Chicago obok John Partridge i Hayley Tamaddon, a następnie wyjechała do USA w celu nagrania nowego albumu.

## Życie prywatne
Mieszka w Leicester. 29 stycznia 2003 poślubiła Craiga Pearsona. Ma troje dzieci, Tommy'ego, Brooke i Miley. Po trzecim porodzie zaczęła cierpieć na paraliż.
Jest fanką klubu piłkarskiego Leicester City.

## Dyskografia

### Albumy
| Nazwa             | Szczegóły                                                                            | Najwyższe pozycje na listach przebojów | Najwyższe pozycje na listach przebojów | Najwyższe pozycje na listach przebojów | Sprzedaż                   | Certyfikaty  |
| Nazwa             | Szczegóły                                                                            | UL                                     | IRL                                    | SCO                                    | Sprzedaż                   | Certyfikaty  |
| ----------------- | ------------------------------------------------------------------------------------ | -------------------------------------- | -------------------------------------- | -------------------------------------- | -------------------------- | ------------ |
| The Power of Love | - Data wydania: 24 marca 2014 - Wytwórnia: Syco, Sony - Format: digital download, CD | 1                                      | 2                                      | 1                                      | - Wielka Brytania: 165,711 | - GBR: złoto |
| Sing My Heart Out | - Data premiery: 2017 - Format: digital download, CD                                 |                                        |                                        |                                        |                            |              |

### Single
| 2013                                                | "Skyscraper"        | 1 | 1 | 1 | - Wielka Brytania: 310,000 | - BPI: Srebrny | The Power of Love |
| 2016                                                | "Sing My Heart Out" | — | — | — |                            |                | Sing My Heart Out |
| "—" oznacza, że nie dostała się na listy przebojów. |                     |   |   |   |                            |                |                   |

### Single promocyjne
| Rok  | Nazwa     | Album             |
| ---- | --------- | ----------------- |
| 2014 | "Compass" | The Power of Love |

### Inne utwory
| Rok  | Nazwa      | Najwyższe pozycje na listach przebojów | Album             |
| Rok  | Nazwa      | UK                                     | Album             |
| ---- | ---------- | -------------------------------------- | ----------------- |
| 2014 | "With You" | 147                                    | The Power of Love |

## Trasy koncertowe
- The Mrs. Carter Show World Tour (2014; jako support)
- The X-Factor Live Tour (2014)
- The Power of Love Tour (2015)
- Sing My Heart Out Tour (2017)

## Teledyski
- „Skyscrapper” (2013)
- „Sing My Heart Out” (2016)

## Musicale
- Chicago